# Poręba (województwo małopolskie)
Poręba – wieś w Polsce, położona w województwie małopolskim, w powiecie myślenickim, w gminie Myślenice. W latach 1975–1998 miejscowość położona była w województwie krakowskim. Wieś graniczy z miejscowością Trzemeśnia.

## Położenie geograficzne
Poręba znajduje się na Pogórzu Wielickim, na granicy z Beskidem Makowskim. Zajmuje dolinę potoku Trzemeśnianka oraz stoki wzniesień:
- zachodnia część Pasma Glichowca (Pogórze Wielickie)
- Śliwnik (620 m)
- Sękówka
- Kamiennik Zachodni (Beskid Makowski) (818 m)

## Części wsi
| SIMC    | Nazwa            | Rodzaj     |
| ------- | ---------------- | ---------- |
| 0328278 | Grotówka         | część wsi  |
| 0328284 | Kowalówka        | część wsi  |
| 0328290 | Leśniczówka      | część wsi  |
| 0328309 | Maliny           | część wsi  |
| 0328315 | Pod Kamiennikiem | część wsi  |
| 0328321 | Sękówka          | część wsi  |
| 0328367 | Styrek           | przysiółek |
| 0328338 | Talagówka        | część wsi  |
| 0328344 | Wincentówka      | część wsi  |
| 0328350 | Zarębówka        | część wsi  |

## Historia
Pierwsza wzmianka o wsi Poręba pochodzi z 1403 roku, kiedy niejaki Spytko zrezygnował ze swych dóbr, (Banowice, Trzemeśnia, Poręba) na rzecz swego brata Birowo z Banowic. W roku 1451 Kazimierz IV Jagiellończyk na prośbę Marcina Birowo z Przybenic wieś tę oraz pobliską Łękawicę, czyli Łęki, przeniósł z prawa polskiego na niemieckie, ale wkrótce ów Marcin wsie te sprzedał Andrzejowi z Jurczyc. Poręba w drodze zastawów lub sprzedaży dość często zmieniała właścicieli (między innymi posiadał ją Andrzej, Banowski i Jan Stojowski). W 1510 roku wraz z częścią Trzemeśni stała się własnością Jordanów z Zakliczyna, wójtów myślenickich, ale na przełomie XVI i XVII wieku przeszły one w inne ręce. Później dość często zmieniały właścicieli. 23 czerwca 1936 roku w Porębie Adam Doboszyński z towarzyszami, po antysemickim napadzie na Myślenice przemaszerował do Poręby, gdzie około godziny 10 zatrzymał się na odpoczynek. Tutaj około godziny 15 dopadła narodowca kilkunastoosobowa grupa policjantów. Podczas obustronnej strzelaniny dwóch cywilów zostało rannych. W około półtorej godziny później przybyły dalsze policyjne posiłki. Wywiązała się ponownie strzelanina, po czym grupa Doboszyńskiego po części rozproszyła się, częściowo wycofała w Gorce, sam zaś przywódcą został ujęty dopiero 30 czerwca w pobliżu Zawoi pod Babią Górą. Pod koniec XVI wieku w Porębie zaczęło rozwijać się kamieniarstwo. Wyrabiano przeważnie kamienie młyńskie i do żaren, zwane „porębskimi”. W XIX wieku istniało tu wiele warsztatów kamieniarskich. W okresie międzywojennym było ich 8, po II wojnie światowej zanikły. Kamień pobierano z dwu kamieniołomów na górze Kamiennik: „W Papierni” i na jego północnym stoku, zwanym „Nad Piekłem”. Ten ostatni czynny był do 1950 roku.

### Rozbiory Polski
Po rozbiorach Poręba znalazła się w monarchii Habsburskiej. Poręba stała się gminą. W tym czasie następował dalszy rozwój kamieniarstwa (kamienie młyńskie i budowlane) oraz obróbka drewna. W czasie I wojny światowej na tereny te dotarły wojska rosyjskie, a pod koniec 1914 roku front zatrzymał się na linii Trzemieśnianki. Od 30 listopada do 8 grudnia trwały wzajemne próby zdobycia pozycji wroga. W walkach tych brały udział Legiony Piłsudskiego. Ostatecznie wojska rosyjskie musiały się wycofać.

### Sytuacja w czasie II wojny światowej
W czasach II wojny światowej na terenie okolicznych gór działała silna partyzantka AK zgrupowania „murawa”. Pod koniec lipca 1944 roku partyzantom udało się wyzwolić część terenów, w tym Porębę. Wydarzenia te upamiętnia pomnik postawiony pod Kamiennikiem oraz kamienny ołtarz na Suchej Polanie. Natomiast na Łysinie można znaleźć zbiorową mogiłę poległych partyzantów.

### Stan po wojnie
Po wojnie w roku 1950 zanikło kamieniarstwo. Począwszy od lat 70. XX wieku rozpoczęto budowę bazy turystycznej, a Poręba stała jednym z najważniejszych ośrodków turystycznych w rejonie. Na terenie Poręby powstało dużo domków letniskowych, głównie mieszkańców Krakowa. Działa również ośrodek wypoczynkowy „Pod Kamiennikiem”.

## Klimat
Występuje tu klimat umiarkowanie ciepły. Tylko w niektórych przypadkach 60 procent w ciągu roku napływa, przynoszące opady powietrze polarno-morskie. W lecie występują opady znacznie intensywniejsze niż w okresie zimowym. Opady letnie wynoszą 75 procent rocznej sumy, co wpływa korzystnie na roślinność. Przeważają wiatry południowo-zachodnie. Okres zimowy zaczyna się w połowie listopada, a kończy na początku kwietnia.

## Wody
Przez Porębę przepływa potok Trzemeśnianka mająca swoje źródła pod Przełęczą Suchą w Porębie. Charakteryzuje się dużą ruchliwością i szybko reaguje na opady. Na przełomie okresu zimowego i letniego (czyli marzec i kwiecień) występuje tzw. zasilanie roztopowe, natomiast w porze letniej zasilanie deszczowe, co wpływa korzystnie na roślinność. Regulacja rzeki chroni zbocza przed niszczeniem w czasie dużych opadów.

## Turystyka i przyroda
Poręba ma wiele walorów krajobrazowych, a o jej atrakcyjności świadczy spory ruch turystyczny. Znajduje się tu wiele punktów widokowych, z których można ogląda zarówno Beskidy, Gorce, Tatry jak i Podgórze. Rozbudowana jest baza turystyczna - we wsi znajduje się ośrodek wczasowy „Pod Kamiennikiem” oraz kilka osiedli domków letniskowych. Na stokach Kamiennika, na granicy z Pcimiem, znajduje się schronisko turystyczne “Na Kudłaczach” otwarte w 1995 roku. Spod schroniska rozpościera się widok na dolinę Raby, Beskid Wyspowy, Gorce, Babią Górę i Tatry. Przez te tereny przebiega kilka szlaków turystycznych pieszych i rowerowych.

### Atrakcje turystyczne
We wsi zachowały się tradycyjne drewniane domy – nawet z początku XX wieku. Ciekawe są również kapliczki przydrożne, niektóre ponad stuletnie.

## Przynależność Poręby do parafii w Trzemeśni
Poręba należy do parafii św. Klemensa w Trzemeśni. We wsi znajduje się kaplica, w której odprawiane są nabożeństwa. Powstała ona z inicjatywy miejskiego wikarego ks. Emila Bochnaczyka oraz społeczności lokalnej i z jej nakładów. Pod koniec lat 40. XX wieku powstał w centrum Poręby młyn nad potokiem Trzemieśnianki, który był używany jedynie przez kilka lat. Obiekt ten wraz z działką został przekazany pod budowę kaplicy przez Wandę i Tadeusza Jaśkowców. Około roku 1970 budynek został zaadaptowany na kaplicę kościelną, a w następnych latach trwała jego rozbudowa. W roku 1982 kaplicę poświęcił biskup Małysiak nadając jej patrona św. Maksymiliana Kolbe. W późniejszym okresie prowadzono dalszą rozbudowę. Dobudowano m.in. niewielką wieżę, a także plac przed kaplicą, na którym stanął pomnik patrona, oraz przygotowano parking na miejscu dawnej młynnicy.